# 田水山村
田水山村（たみやまむら）は、かつて茨城県新治郡・筑波郡に存在した村である。現在の茨城県つくば市の北東部に位置する。

## 歴史

### 村名の由来
旧村名の西田中、水守、山木から取られた合成地名。

### 沿革
- 1889年（明治22年）4月1日 - 町村制の施行に伴い、西田中村、水守村、山木村が合併して新治郡田水山村が発足。
- 1896年（明治29年）3月29日 - 郡制施行のための郡の再編により筑波郡に所属変更。
- 1955年（昭和30年）2月1日 - 筑波町、北条町、田井村、小田村と合併し、改めて筑波町が発足。同日田水山村廃止。
- 1988年（昭和63年）1月31日 - 筑波町がつくば市に編入。